# Famille Orczy
Orczy de Orci (orci Orczy en hongrois) est le patronyme d'une ancienne famille de la noblesse hongroise.

## Origines
La famille est l'une des plus anciennes du comitat de Somogy. La généalogie est en ligne continue seulement à partir du XVIe siècle mais avec une preuve de noblesse en 1426: Nobiles de Orzy  (Fejér Cod. X. 6. 925.). Les documents antérieurs ont en effet été perdus dans les suites de la défaite de Mohács en 1526.

## Membres notables
- Gergely Orczy, tombé à la bataille de Mohács (1526).
- István Orczy (hu) (1669–1749), alispán de Heves et de Külső-Szolnok, inspecteur en chef de l'Ordre Teutonique (1714-1734), vice-juge suprême du Royaume de Hongrie, parlementaire. Il est gratifié du titre de baron du Saint-Empire en 1731 puis de baron hongrois en 1736 par Charles VI.
- baron Lőrinc Orczy (hu) (1718–1789), poète, général de cavalerie, commissaire royal et du gouvernement, főispán de Abaúj. Commandeur de l'Ordre de Saint-Étienne de Hongrie, fils du précédent.
- baron József Orczy (hu) (1746–1804), chambellan KuK, administrateur du comté de  Békés, főispán du Zemplén. Fils du précédent.
- baron László Orczy (hu) (1750–1807), főispán de Abaúj, conseiller secret, vice-trésorier puis chambellan (aranykulcsos kamarás). Frère du précédent.
- baron József II Orczy (1779–1811), chambellan KuK.
- baron Lőrinc II Orczy (1784–1847), lieutenant-colonel, député de Heves, procureur du főispán de Csongrád vármegye puis főispán de Arad.
- baron György Orczy (1788-1871), chambellan KuK, membre de la chambre des magnats, l'un des fondateurs et premier vice-président de l'Association économique hongroise nationale (OMGE).
- baron László II Orczy (1787–1880), capitaine et chambellan KuK, chevalier de l'Ordre du Christ, de l'Ordre sacré et militaire constantinien de Saint-Georges et de Ordre de Saint-Vladimir.
- baron Béla Orczy (en) (1823-1917), homme politique, il fut notamment ministre de la Défense, ministre des Travaux Publics et des Transports, ministre de l'Intérieur, Grand-maître des chambellans, et dernier juge suprême du Royaume de Hongrie.
- baron Bódog Félix Orczy (hu) (1835–1892), compositeur, intendant du Théâtre national. Père de la suivante.
- baronne Emma Orczy (1865-1947), romancière, dramaturge et artiste britannique d’origine hongroise.
- baron Emil Orczy (1836–1904), capitaine de hussard puis commandant KuK, grand-maître des écuries KuK de François-Joseph Ier.
- baron János Orczy (1859–1930), 1er lieutenant de dragon KuK.
- baron Elemér Orczy (1888-1951), officier d'ordonnance de l'Archiduc Albert, capitaine hussard puis lieutenant-colonel.

## Liens, sources
- Iván Nagy: Magyarország családai, Budapest